# Битка при Мионеса
Битката при Мионеса е морско сражение състояло се през 190 г. пр.н.е., по време на войната между Рим и цар Антиох III Велики, в което римският флот и съюзниците му нанасят тежко поражение на флота на Селевкидите.

## Предистория
Поражението на Антиох III при Термопилите през 191 г. пр.н.е. поставя край на амбициите на селевкидския цар в Континентална Гърция. Тежкото му положение е влошено от пристигането на Гай Ливий Салинатор с римски морски подкрепления, които увеличават броя на римските кораби в Егейско море до 100. Отделно от това Рим се ползва с военната подкрепа на Пергам и Родос, което във военноморско отношение прави римляните достатъчно силни да се изправят срещу селевкидския флот.
Адмирал Поликсенид, който командва морските сили на Антиох III и първоначално е базиран с флота в Лизимахия, прави опит да попречи на обединяването на римско-пергамския флот с корабите изпратени от Родос, но не успява да постигне успех и дори претърпява поражение в сражение край Корикус. Поради това той е принуден да оттегли флота си в пристанището на град Ефес, а през настъпващата зима двете страни предпочитат да затвърдят позициите и да консолидират силите си.
Консулът за 190 г. пр.н.е. Луций Корнелий Сципион Азиатски, който получава главното командване във войната, решава да пренесе военните действия в малоазийските територии на Селевкидската империя. Постигането на тази цел изисква римляните да установят пълен контрол над Егейско море и крайбрежието му, докато главните сили се придвижват през Македония и Тракия към местата за прехвърляне в Азия. Пред тази задача е изправен новият командир на флота Луций Емилий Регил.
През юли 190 пр.н.е. флотът на Родос пресреща селевкидски морски подкрепления водени от Ханибал Барка и удържа победа в битката при река Евримедон (също наричана Битка при Сиде). Въпреки това Ханибал спасява значителна част от силите си и продължава придвижването си на запад, но по-късно е отзован с флота си към Сирия заради птолемейска атака над богатия остров Арадос. Тези събития попречват на Антиох III да добие решително числено превъзходство на флота в Егейско море. Въпреки това царят е решен да провокира решително сражение, което да пречупи равнопоставеността на силите. Поради това той обсажда по суша стратегически незначимия град Нотиум и нарежда на Поликсенид да напусне Ефес с флота и да се придвижи към обсаденото селище, надявайки се този ход да е достатъчен да накара римския флот да напусне базата си на Самос и да влезе в решителна битка. Планът на Антиох III се оказва успешен. Флотът на Регил напуска базата си и докато събира провизии от град Теос до него достига новината, че селевкидския флот е в непосредствена близост, поради което римляните и съюзниците им бързо отплават в търсене на сражение.

## Противостоящи сили
Римският флот отплава на юг в две линии и се среща със селевкидския флот в близост до Мионеса. Според историка Ливий римляните разполагат общо с 80 кораба, като 22 от тях са на родоските им съюзници. Тази сила се състои предимно от римски квадриреми („четворки“) и квинквереми („петорки“), а родоските плавателни съдове са по-леки и бързи. Срещу тях се изправят 89 селевкидски кораба включително няколко типа от най-големите строени по това време, а именно три хексери („шесторки“) и две септери („седморки“). Числеността на гребците и войниците на корабите достига 20 000 за римляните и съюзниците им срещу 24 000 за селевкидите.

## Битката
Първоначално селевкидският флот се движи в единична колона, като корабите плават един зад друг покрай брега, но адмирал Поликсенид бързо го разгръща в боен ред и плавателните съдове застават един до друг в непрекъснат ред, който успява да обхване римския десен фланг. Поради това родоският командир Евдам е принуден бързо да поведе своите кораби, за да удължи десния фланг, заставайки по този начин точно пред кораба на Поликсенид. Скоро носовете на противостоящите кораби се сблъскват, при което селевкидските кораби и войници се изправят срещу монтираните на носовете на родоските кораби гърнета с горящи и тлеещи въглени, които се изливат върху прекалено близко застаналите вражески кораби. Тези оръжия са известни на селевкидския командващ и подчинените му, поради което те се опитват да избягват челен сблъсък с носовете на плавателните съдове, но това поставя в опасност техните бордове и гребла.
В завързалото се сражение римските кораби успяват да пробият центъра на вражеския боен ред и да обходят по фланга и тила селевкидските кораби, сражаващи се с родоските кораби. Селевкидските сили, биещи се на техния център и ляв фланг, са обкръжени и неутрализирани, а когато корабите на десния фланг виждат това, започват бързо отстъпление към Ефес. Така сражението завършва с внушителна победа на Регил и неговите римски и родоски сили.

## Загуби
Вследствие на битката Поликсенид губи повече от половината си кораби. Точният брой е предаден от Ливий като възлизащ на 42 съда, от които 13 са пленени, а 29 са унищожени чрез потапяне след удар от таран или изгаряне.
Римляните губят само два кораба, а единственият загубен родоски кораб е пленен от врага поради необикновено стечение на обстоятелствата. По време на двубой с кораб от Сидон родоският кораб случайно закача котвата си на вражеския нос и докато се опитва да се отдръпне веригата на котвата се къса и унищожава всички гребла от едната страна на плавателния съд, което го прави неподвижен и е пленен от селевкидския си опонент.

## Последици
След битката при Мионеса римският флот отплава към остров Хиос, където римският командир Регил поправя повредените кораби и разпределя пленената плячка с родоския си съюзник. С тази победа римляните си осигуряват пълно надмощие в Егейско море, а селевкидският флот се оказва прекалено слаб, за да опита да попречи на прехвърлянето на консулската армия на Луций Корнелий Сципион Азиатски от Европа в Мала Азия. Поради това Антиох III оттегля силите си от Тракия, като отзовава гарнизона и заселниците, изпратени в Лизимахия, но не успява да спаси богатите запаси от храна и провизии в града, които попадат в ръцете на римляните, а самите те вече са преминали в Азия към октомври 190 пр.н.е.